# Ремезов, Николай Владимирович
Никола́й Влади́мирович Ре́мезов  (май 1855 или 1857, Казань — 14 ноября 1915, Владивосток) — российский писатель, публицист, журналист и издатель.

## Биография
Родился в мае 1855 года (по другим данным — в 1857 году) в Казани. Вскоре после его рождения семья переехала в Уфу, где Ремезов окончил землемерно-таксаторские классы при Уфимской мужской гимназии. С 1 сентября 1873 года по 1884 год работал землемером в Уфимском губернском по крестьянским делам присутствии, занимался размежеванием башкирских земельных угодий. Начал публиковать историко-краеведческие материалы в газете «Уфимские губернские ведомости». С начала 1880-х годов также опубликовал несколько разоблачительных материалов о земельных махинациях в Уфимской губернии в казанских газетах «Казанский биржевой листок» и «Волжский вестник».
В 1884 году из-за поступавших ему угроз, связанных с опубликованными им разоблачениями, был вынужден покинуть Уфу и перебраться в Санкт-Петербург, где с того же года служил в Министерстве государственных имуществ. С 1886 года работал в Смоленском отделении Дворянского земельного банка, с 1888 года — в Витебском отделении Крестьянского поземельного банка. В 1887 году издал в Москве книгу «Очерки из жизни дикой Башкирии» (2-е издание вышло в 1897), сделавшую его настолько знаменитым, что ещё при жизни (в 1899 году) его краткая биография была помещена отдельной статьёй в «Энциклопедический словарь Брокгауза и Ефрона». В 1889 году издал книгу «Землевладение в Уфимской губернии. Краткий исторический обзор образования, дробления и распределения в ней поземельной собственности», в которой описал социальную структуру и хозяйство башкир, а также процесс колонизации и земельную политику правительства в Уфимской губернии.
С 1891 года работал канцелярским чиновником в ведомство казенных железных дорог в Уссурийском крае. В 1892 году переехал во Владивосток и возглавил одноимённую газету, приобретя её у разорившегося Николая Варламовича Соллогуба за 5500 рублей, которые взял в долг. Он создал для газеты собственную типографию, а сама газета, бывшая за несколько лет до этого изданием Военно-морского ведомства, встала на демократические позиции. Поскольку Ремезов считался «неблагонадёжным», он был вынужден в течение 8 месяцев издавать газету под чужим именем и лишь 23 февраля 1893 года смог официально вступить в должность. Под руководством Николая Владимировича были опубликованы несколько громких разоблачений — в частности, с критикой злоупотреблений руководства Южно-Маньчжурской железной дороги и авантюрной политики Александра Михайловича Безобразова. В 1902 году был за свои публикации отдан под суд, в результате которого оказался выслан за пределы Приморской области, но позднее вернулся и продолжил издание газеты. Во время революции 1905—1907 годов газета под руководством Ремезова вела летопись событий в городе; в декабре 1905 года поддержала требования солдат восставшего владивостокского гарнизона; в январе 1906 года, несмотря на запрет властей, выступила в качестве защитника участников расстрелянной по приказу коменданта демонстрации в городе. В 1906 году газета была закрыта властями, типография конфискована, а Ремезов был приговорён к уплате большого штрафа.
После закрытия газеты остался во Владивостоке, работал управляющим ломбардом имени Скидельского, но продолжал принимать участие в общественно-политической жизни города и края. Николай Владимирович Ремезов скончался во Владивостоке 14 ноября 1915 года и был похоронен на Покровском кладбище. В советское время кладбище было ликвидировано, на его месте разбит парк, поэтому могила не сохранилась.